# Marcelo Figueiredo
Marcelo Figueiredo (10 de septiembre de 1973) es un deportista brasileño que compitió en judo. Ganó una medalla de bronce en los Juegos Panamericanos de 1999 en la categoría de –100 kg.

## Palmarés internacional
| Juegos Panamericanos | Juegos Panamericanos | Juegos Panamericanos | Juegos Panamericanos |
| Año                  | Lugar                | Medalla              | Categoría            |
| -------------------- | -------------------- | -------------------- | -------------------- |
| 1999                 | Winnipeg (Canadá)    | Medalla de bronce    | –100 kg              |